# Скучная (шхуна, 1845)
«Скучная» — парусная шхуна Черноморского флота России.

## Описание судна
Длина шхуны составляла 23,3 метра, ширина 6,5 метра. Вооружение судна состояло десяти 3-фунтовых фальконетов.
Единственное парусное судно с таким наименованием, которое несло службу в составе Российского императорского флота, за все время его существования.

## История службы
Шхуна «Скучная» была заложена в Николаеве 18 (30) марта 1844 года и после спуска на воду 9 (21) сентября 1845 года вошла в состав  Черноморского флота. Строительство вёл кораблестроитель штабс-капитан Г. В. Афанасьев под наблюдением капитана С. И. Чернявского.
С 1846 по 1852 год несла брандвахтенную службу в Сулинском гирле Дуная. При этом в кампанию 1847 года командир шхуны капитан В. Н. Волоцкой был награждён австрийским императором Фердинандом I бриллиантовым перстнем за спасение на Дунае ставшего на мель австрийского брига
В течение Крымской воны несла службу на измаильском и николаевском рейдах, сохранились сведения о том, что в кампанию 1853 года шхуна находилась в Николаеве, в 1855—1856 годах — при Измаиле, после чего вновь ушла в Николаев. 
После войны с 1857 по 1859 год занимала брандвахтенный пост в Еникале и Керченском проливе. В кампанию 1859 году сдана «к содержанию казенного имущества» в Керчи и переоборудована в магазин.

## Командиры шхуны
Командирами парусной шхуны «Скучная» в составе Российского императорского флота в разное время служили:
- капитан В. Н. Волоцкой (1846—1853 годы)[7];
- лейтенант И. Е. Прасолов (1856—1858 годы)[12];
- капитан-лейтенант А. И. Жевахов (1859 год)[13].